# Roberto Andrade
Roberto Francisco Andrade García (ur. 4 stycznia 1968 w mieście Meksyk) – meksykański piłkarz występujący najczęściej na pozycji środkowego pomocnika, po zakończeniu kariery trener.